# 계성용
계성용(1973년 7월 6일 ~ )은 대한민국의 배우이다.

## 이력
1992년 연극배우 첫 데뷔하였다.

## 학력
- 서울예술대학교 영화과

## 출연작

### 영화
- 《페이스 메이커》 (2012년) - 이 코치 역
- 《거짓말폭탄》 (2005년) - 궁 역
- 《극장전》 (2005년) - 점잖은 동창 역
- 《거울 3+3》 (2003년) - 살해자 역
- 《하얀 방》 (2002년) - 이석 역
- 《밀애》 (2002년) - 호경 역
- 《피도 눈물도 없이》 (2002년) - 최 형사 역
- 《구타 유발자... 잠들다》 (1999년)

### 드라마
- 《MBC 베스트극장 - 나는 지금 모바니아로 간다》 (MBC, 2005년) - 경수 역